# Palazzo Thun
Palazzo Thun è un edificio storico di Trento che si affaccia su via Belenzani. Fu la residenza cittadina, per circa quattro secoli, della famiglia Thun-Hohenstein, una delle più importanti della città, proprietaria dell'omonimo castello a Vigo di Ton in val di Non. Dalla seconda metà dell'Ottocento il palazzo ospita il Municipio di Trento.

## Storia
L'influenza della famiglia in città si concretizzò nel 1454 con il primo acquisto, ampliato poi negli anni successivi, da parte di Sigismondo de Thono (1403-1467), di un nucleo edilizio in contrada Bellenzani nel quartiere di San Benedetto, zona centrale della città che già ospitava residenze nobiliari. Al nucleo residenziale fu annessa una cappella consacrata nel 1489 e dedicata a San Biagio.
La politica di acquisizione immobiliare e rinnovamento degli edifici venne continuata da membri successivi della famiglia, a partire da un secondo Sigismondo Thun (1487-1569), nipote del primo, che seguì le teorie tese alla riorganizzazione urbana della città ideate dal Principe Vescovo Bernardo Clesio e poi portate avanti da Cristoforo Madruzzo. Nel 1543, due anni prima dell'inizio del Concilio tridentino, Sigismondo completò l'acquisizione degli edifici nell'area con l'acquisto di una casa feudale, del casale in Contrada delle Orne e della torre detta "delli Mirani" o "Marcolina". In tal modo la planimetria dei possedimenti edilizi della famiglia poté essere riorganizzata superando le caratteristiche gotiche precedenti del lotto. I lavori di recupero edilizio dell'area sono documentati fra il 1550 e il 1557, anni in cui avvengono abbattimenti di piccole porzioni degli edifici compresi nel lotto, la riorganizzazione interna dell'edificio sulla strada ora adeguata alla funzione di palazzo signorile, la costruzione di quattro porte in pietra e altri lavori. Risale al Rinascimento anche il portale d'ingresso del palazzo, architettonicamente simile ai portali di Palazzo a Prato e Palazzo Firmian. Nel 1596 avvenne all'interno della famiglia una spartizione dei beni dovuta alla separazione dei rami della famiglia: in questa occasione, il palazzo venne diviso in due aree "di sotto" e "di sopra", attribuiti rispettivamente al ramo Thun di Castel Bragher e a quello di Castel Thunn.
Le mappe della città pubblicate durante il XVII secolo mostrano una struttura dell'area sostanzialmente invariata rispetto a quella così definita, mentre nel 1703 il comparto Thun risulta fra quelli danneggiati a seguito del bombardamento da parte delle truppe francesi nel settembre di quell'anno. La cappella di San Biagio, di cui risultò danneggiato l'altare, venne infatti riconsacrata nel 1732 dopo lavori di rifacimento. Negli anni successivi è documentata la presenza di aree affittate a esercizi commerciali quali la "bettola thunnera" con funzione di osteria e foresteria per i soldati dell'esercito Imperiale.
A metà del Settecento una parte di giardino fu affidata in usufrutto alla da poco costituita Compagnia della Morte, la quale vi edificò la Chiesa della Morte su disegno di Camillo Vinoto e vi esercitò la sua attività devozionale fino al 1811, anno in cui i suoi beni vennero alienati in seguito alla soppressione napoleonica delle confraternite religiose. La Chiesa venne da allora utilizzata come biblioteca e archivio.
Modifiche successive all'edificio vennero attuate durante il XIX secolo con la modifica a porte d'entrata e l'ulteriore adattamento del piano terra in funzione commerciale. Lavorò in questo secolo sul palazzo l'architetto Rodolfo Vantini, il cui intervento fu eseguito nel 1873.
Nel 1871, a causa delle difficoltà finanziarie accumulate dalla famiglia, il palazzo fu messo all'asta e si avviò così a diventare proprietà della municipalità di Trento, con una serie di lavori di risistemazione edilizia iniziati nel 1873 che portarono la sede del Municipio nel Palazzo Thunn "di sopra", mentre la maggioranza dei mobili, delle suppellettili e dei quadri restarono di proprietà della famiglia e furono trasferiti nelle altre residenze del conte Matteo Thunn.

## Architettura
L'edificio è organizzato attorno alle corti in più corpi con torre e cappella. Sull'angolo di via delle Orne e su quello opposto, due scudi di pietra raffigurano l'emblema dei Thun, tedeschizzazione del nome de Tono. La facciata presenta un portale d'ingresso con arco a tutto sesto, ornato da decorazioni circolari realizzate con una pietra simile al diaspro. Il portale rinascimentale è sormontato da un balcone di pietra. Il prospetto è scandito da tre ordini di finestre architravate e da un'ulteriore serie di aperture più piccole poste sotto al coronamento. Ai lati del portale e in alcuni ambienti interni sono collocate le lapidi in memoria dei volontari trentini caduti durante la Prima Guerra mondiale e quella in ricordo dei tanti che hanno combattuto nell'esercito austro-ungarico, durante la seconda guerra mondiale e nel periodo della resistenza al regime nazista.
L'interno presenta varie sale affrescate con una moltitudine di opere pittoriche tra cui spiccano quelle donate alla città di Trento nel 1902 e provenienti dalla facciata di Casa Cloz-Salvetti-Zandroni-Garavaglia de Soresina in via S.Marco, attribuite a Domenico Ricci detto il Brusasorci. È considerato uno dei più significativi e preziosi cicli di tema profano del Cinquecento.